# El Álamo, Tamaulipas
El Álamo är en ort i Mexiko.   Den ligger i kommunen Matamoros och delstaten Tamaulipas, i den östra delen av landet, 700 km norr om huvudstaden Mexico City. El Álamo ligger 12 meter över havet och antalet invånare är 110.
Terrängen runt El Álamo är mycket platt. Runt El Álamo är det ganska tätbefolkat, med 134 invånare per kvadratkilometer. Närmaste större samhälle är Valle Hermoso, 8,7 km väster om El Álamo. Trakten runt El Álamo består till största delen av jordbruksmark.